# Сосніна Ніна Іванівна
Сосніна́ Ні́на Іва́нівна (30 листопада 1923, с. Кухарі, Київська губернія, Українська РСР — 31 серпня 1943, Малин, Житомирська область, Українська РСР) — керівник комсомольського, антифашистського підпілля в Малині у роки німецько-радянської війни. Герой Радянського Союзу (посмертно).

## Біографія
Народилась у родині лікаря. Жила та навчалась у селищі Пісківка Київської області , потім її сім'я переїхала до Малина, де 1941 року вона закінчила 9 класів загальноосвітньої середньої школи. Член ВЛКСМ з 1937 року.
Під час німецько-радянської війни восени 1941 року, залишившись в окупації, створила підпільну антифашистську групу, влившись на початку 1942 року в міську підпільну організацію.
Малинське підпілля активно вело роз'яснювальну та контрпропагандистську роботу на окупованій території, виготовляло та розповсюджувало листівки антинацистського змісту. Неодноразово ходила на зв'язок з партизанськими загонами для передачі розвідувальних даних; встановлювала і підтримувала зв'язок з антифашистами словацької і угорської частин. Разом з партизанами брала участь у боях поблизу селища Біла Криниця і під Малином.
31 серпня 1943 року німецький підрозділ оточив будинок, де Ніна Сосніна допомагала батькові оперувати пораненого партизана. Кілька годин тривав бій. Сосніна загинула у підпаленому німцями будинку. Похована у Малині.

## Нагороди
- Указом Президії Верховної Ради СРСР від 8 травня 1965 року за видатні заслуги, мужність і героїзм, проявлені в боротьбі проти німецько-фашистських загарбників у період Великої Вітчизняної війни 1941–1945 рр., Ніні Іванівні Сосніній посмертно присвоєно звання Героя Радянського Союзу (посмертно) з врученням ордена Леніна (1965).

## Пам'ять
- З 1967 до 2022 року на честь Сім'ї Сосніних (Ніна та її батько Іван) була названа вулиці Івана Дзюби у Києві.
- Обеліск в міському парку міста Малина.
- Обеліск біля ліцею в смт Пісківка, де навчалась Ніна Сосніна.

Пам'ятник у Малині на братській могилі, де похована Ніна Сосніна
Пам'ятник у смт Пісківка

## У мистецтві
- «Сім'я Сосніних» — документальний фільм 1967 р., реж. Анатолій Золозов.
- «Семья» (рос.) — повість російського письменника Сергія Смирнова[ru].
- «Ніна» — художній фільм 1971 р., режисери: Олексій Швачко, Віталій Кондратов.